# رقصة الكمبلا
تعتبر رقصة الكمبلا المنتشرة في إقليم جبال النوبة في جنوبي أواسط السودان من أهم الرقصات الشعبية ، والأولى بين المئات من الرقصات الأخرى المنتشرة في المناطق السودانية التي تقطنها قبائل كثيرة تعيش حياة بسيطة على القليل من الزراعة ورعي المواشي والأغنام.
ومع أن منطقة جبال النوبة تتميز بالرقصات الشعبية والعادات المختلفة مثلها مثل غيرها من بقية أنحاء البلاد، 

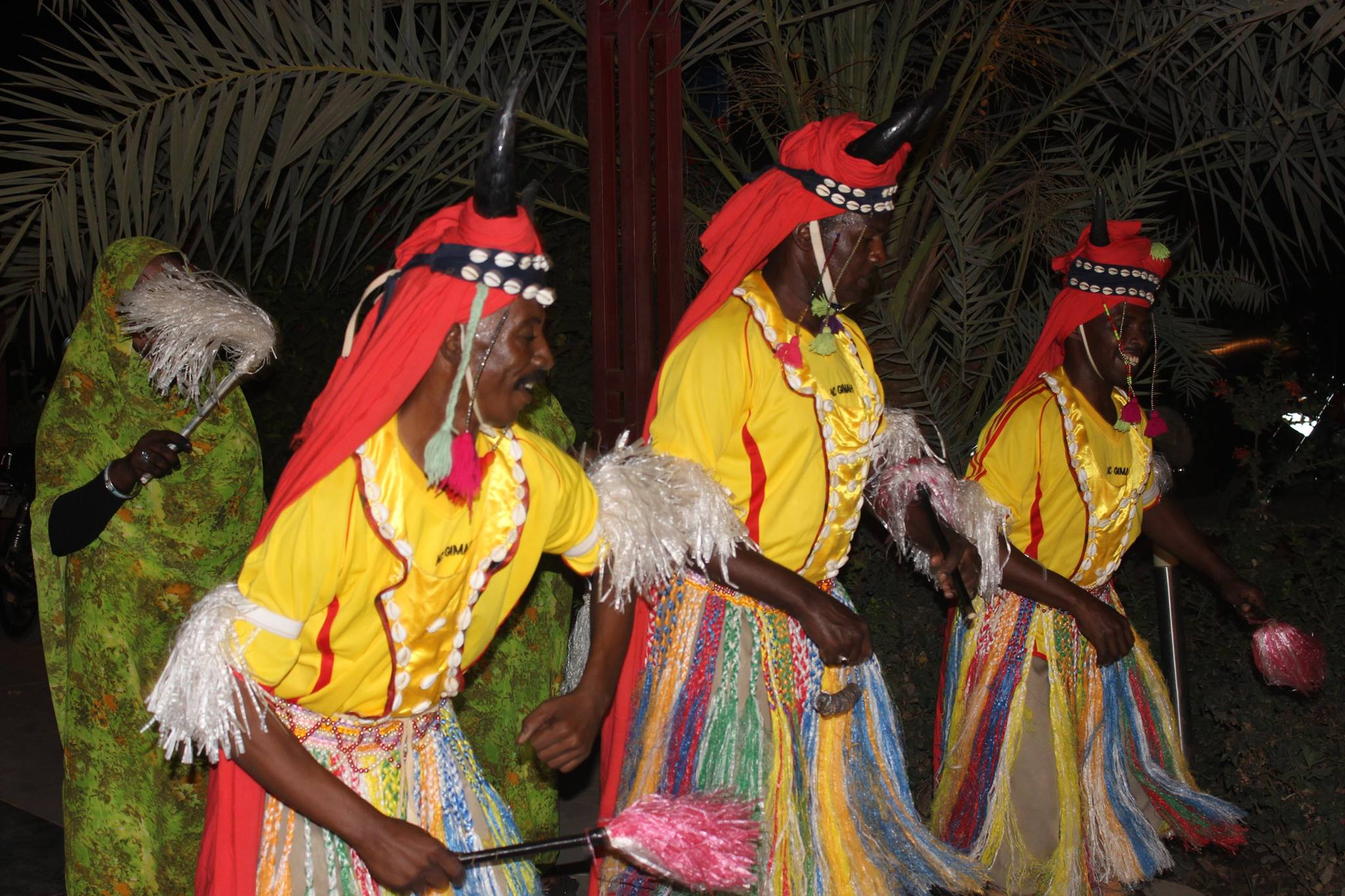
صورة رقصة الكمبلا

غير أنها تبدو وكأنها تقدم نموذجا حيا لسودان مصغر، إذ تختلف طريقة أداء الرقصات والعادات فيها من منطقة إلى أخرى ومن قبيلة وعشيرة إلى أخرى.
ورقصة الكمبلا هي من أوائل الرقصات الشعبية في وسط السودان وعرفها إنسان النوبة منذ زمن قديم، هذا الرصيد التاريخي الكبير للكمبلا ساعدها على الذيوع والانتشار داخليا وخارجيا إذ تشتهر نحو خمسين قبيلة بجبال النوبة برقصة الكمبلا التي اختلفت الروايات التاريخية حول نشأتها.
وتسمى رقصة الكمبلا شعبيا في جبال النوبة “بسبر أدرت” باللغة النوبية و”الحصاد” بالعربية وذلك لأنها رقصة تؤدى في أيام حصاد الزراعة احتفاء باستقبال الموسم الجديد.
ومع أن الكمبلا مرتبطة لدى بعض قبائل النوبة بمناسبات اجتماعية، إلا أنها لدى قبائل أخرى مرتبطة بطقوس دينية، إذ تعتقد أن هناك سوطاً يخرج ما بين مطلع سبتمبر وحتى منتصفه، ليصدر صوتا خلال امتداده على جبل “صبوري” حيث يسكن “الكجور” الذي يعتقد أنه يسكن في كوخ في مكان ما من الجبل، ويعتقد العديد من قبائل النوبة أن الكجور أب روحي لهم، وبأن لديه سوطا يظل معلقا طوال العام، ومتى ما استشعروا سماع صوته خلال النصف الأول من سبتمبر، كان ذلك إعلانا بإطلاق رقصة الكمبلا.

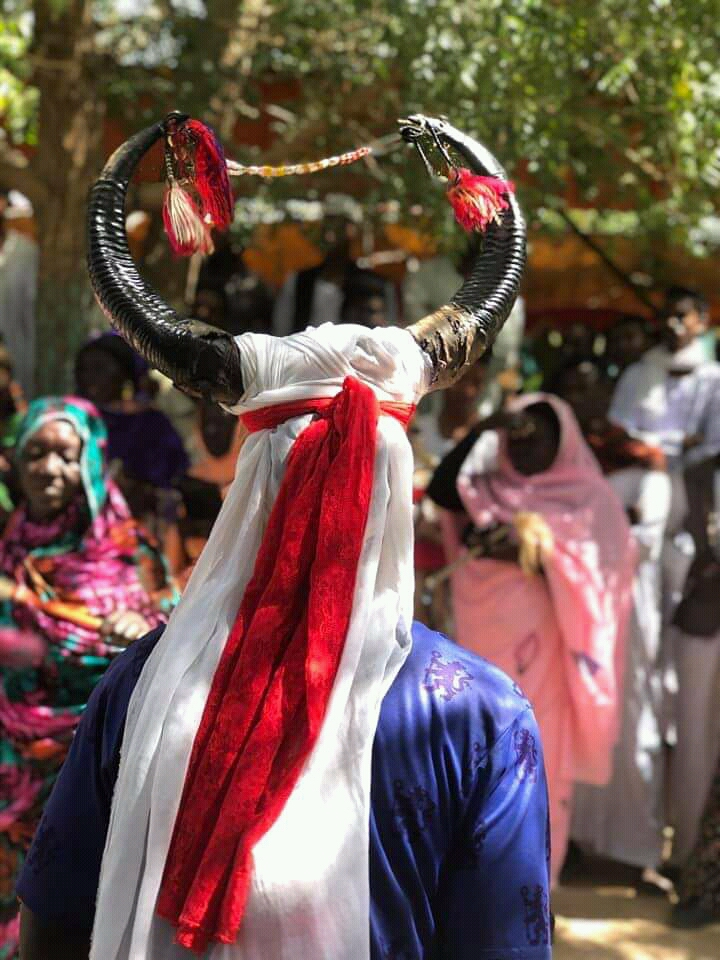
القرن المستخدم في الرقصة

## ادوات الكمبلا
وتتكون أدوات رقصة الكمبلا من قرون البقر أو الجاموس بعد أن تربط هذه القرون في أعلى الرأس بواسطة شريط (قماش) يتم ربطه محكما بواسطة عمامة حتى تثبت القرون جيدا على الرأس في وضع أشبه بقرني الثور مع رحط من سعف يربط حول الخصر ليمتد إلى تحت الركبة أسفل الرجلين.
وتربط على الأرجل كمية من الحديد وهو ما يعرف “بالكشكوش” لإحداث الإيقاعات المطلوبة من الرقصة حتى تكتمل دورة إبداعها بجانب جرس يحمل في اليد اليمنى لضبط الإيقاع وذيل لحيوان يحمل باليد اليسرى يسمى “سبيب” ويستخدم لتهوية الوجه أثناء الرقص، كما تستخدم ذيول صغيرة أخرى تربط بإحكام على عضلات اليدين وجلود على شكل سيور من الخصر إلى الأسفل، أما النساء فهن يرقصن بالزي العادي ، لكن غالبا ما تحمل إحداهن عصي أو سبيب لتهوية الوجه .

## مشهد الكمبلا
وتبدأ رقصة الكمبلا عندما تصطف النساء في شكل نصف دائري يغنين ويرقصن أولا لوحدهن، وفي خضم ذلك المشهد الراقص يدخل إلى حلبة الرقص رجال بزي الكمبلا المميز يصطفون مباشرة أمام النساء يقودهم شاب قوي البنية يبدو كالثور الهائج فهو القائد وميزته عن الآخرين أنه يعرف أصول اللعبة جيدا، إضافة إلى قوته الجسمانية.

## أسرار رقصة الكمبلا
ترتبط رقصة الكمبلا، عند قبائل جبال النوبة بنضوج الصبية، حيث يتشبّه النوبيون بشجاعتهم بالثيران، وتتشبه الأزياء والحركات والأصوات التي تصدر خلال الرقصة بهذه الحيوانات الكبيرة، يلبس الرجال قروناً على رؤوسهم دليلاً للقوة، ويحملون على ظهورهم جلود حيوانات ثقيلة جداً، ولا يحق لمن هو دون سن العاشرة ممارسة رقصة الكمبلا، كما لا يحق لمن عزف عن ممارسة هذه الرقصة خلال 6 سنوات متتالية دون عزر موضعي أن يضع القرنين على رأسه.

## فترة الكمبلا
تمارس لعبة الكمبلا لمدة تسعة سنوات من عمر الراقص علي ثلاث مراحل علي النحو التالي :

#### مرحلة كمبال نابيل
الكمبال الأبيض: وفترته ثلاث سنوات تبدأ من سن الثانية عشرة وتنتهى عند الخامسة عشرة أي إعتباراً من طق القصب .

### تدينق
```
وهى المرحلة الثانية من مراحل الكمبلا وتبدأ من سن الخمسة عشر وحتي الثامنة عشر وهى عبارة عن نقارة تتكون من ثلاثة قطع صغيرة يتم ضربها ثلاث مرات في كل بيت من بيوت تدينق مصحوبة برقصة 
لاقونق :
 
وهي المرحلة الأخيرة ومدتها أيضاً ثلاث سنوات تبدأ من سن الثامنة عشر وحتى الحادية والعشرون .
 ==
```

### إخراج السوط ( باريك)
```
غالباً ما يتم في شهر سبتمبر من كل عام حيث يتم ضرب الشباب في مرحلة لاقونق بالسياط ويقام في هذه المرحلة السباق واحتفال كبير .
```

### زيارات الأهل
```
تتم في اليوم الخامس من لسوط حيث يقومون بزيارات القري المجاورة وهم عراة إلا من ( الفنايل والأردية ) حيث يمسحون بالزيت لعلاج الجروح التي أحدثها الضرب وتقدم لهم الهدايا .وفى اليوم الأخير فيذهب الشباب للإ ستحمام لإزالة الزيت والجير والسكن من الملابس والأجسام ويلبسون ملابس نظيفة دليل علي نهاية الكمبلة .
```

### نهاية لاقونق
```
" تهييك ككامل " تعنى بالعربية ( نهاية لاقونق ) وتكون بتشكيل القرون في اليوم الثالث بالسكن والجير .وبعدها يتم عمل " كرامة " للمجموعة إيذاناً منه بإنتهاء فترة الكمبلة .
[
3
]
```

## روابط خارجية
- رقصة الكمبلا عند اهل النوبة